# Dragoșa
Dragoșa – wieś w Rumunii, w okręgu Suczawa, w gminie Frumosu. W 2011 roku liczyła 359 mieszkańców.